# The Business
A The Business egy angol Oi! együttes volt. 1979-ben alakultak a dél-londoni Lewishamben. Első koncertjüket 1980-ban tartották, ekkor még csak barátok előtt. 1981-ben tartották első „igazi” koncertjüket, ekkor már a klasszikus The 4-Skins zenekar vendégeként, amely szintén az Oi! műfajt „űzi”. 1988-ban feloszlottak, majd 1992-től 2016-ig újból működtek. Énekesük, Micky Fitz 2016-ban rák következtében elhunyt, így a Business abban az évben véglegesen feloszlott.

## Diszkográfia
- Suburban Rebels (1983)
- Saturday's Heroes (1985)
- Welcome to the Real World (1988)
- Keep the Faith (1994)
- The Truth, the Whole Truth and Nothing But the Truth (1997)
- No Mercy for You (2001)